# Muzyka konkretna
Muzyka konkretna – kierunek w muzyce współczesnej, w którym oprócz dźwięków instrumentów lub śpiewu wykorzystuje się realne dźwięki – dźwięki przyrody, odgłosy fabryczne, dźwięki ruchu ulicznego, przypadkowe głosy ludzkie itp. Dźwięki takie są rejestrowane, a następnie preparowane i miksowane w celu osiągnięcia zamierzonego efektu estetycznego.
Muzyka konkretna występuje w czystej formie lub łączona jest z muzyką instrumentalną, wokalną albo elektroniczną. 
Do tego nurtu zalicza się m.in. takich kompozytorów jak: Pierre Henry, Frank Zappa, Bernard Parmegiani, Luc Ferrari, François-Bernard Mâche, François Bayle, Michel Chion, Lionel Marchetti.
Wpływy muzyki konkretnej są obecne także w muzyce rapowej, w której jako sample wykorzystywane są różnego rodzaju nagrane dźwięki, fragmenty tekstu mówionego lub śpiewanego.

## Historia
Pierwszą kompozycją z nurtu muzyki konkretnej był utwór Cinq études de bruits, skomponowany w roku 1948 przez Pierre’a Schaeffera. W roku 1951 Pierre Henry skomponował Wariacje na drzwi i westchnienie, a John Cage stworzył utwór Music of Change, bazując na Yijing – starochińskiej Księdze Przemian. Ten sam artysta w roku 1952 zarejestrował utwór 4'33", w którym jedynymi słyszalnymi dźwiękami są odgłosy z widowni. W roku 1954 Hugh LeCaine skomponował Dripsody (ang. drip – kapać), w którym jedynym źródłem dźwięku było kapanie wody.